# Santa Eugenia (Gerona)
Santa Eugenia es una entidad de población española del municipio de Gerona, perteneciente a la provincia de Gerona, en la comunidad autónoma de Cataluña.

## Historia
Hacia mediados del siglo XIX, el lugar, por entonces con ayuntamiento propio, tenía contabilizada una población de 142 habitantes. Aparece descrito en el decimotercer volumen del Diccionario geográfico-estadístico-histórico de España y sus posesiones de Ultramar de Pascual Madoz con las siguientes palabras:

SANTA EUGENIA: l. con ayunt. en la prov., part. jud, dióc. de Gerona (1/2 leg.), aud. terr., c. g. de Barcelona. sit. en un llano á la der, del r. Ter, con buena ventilacion y clima templado y sano; las enfermedades comunes son fiebres intermitentes. Tiene 60 casas y una igl. parr. (Sta. Eugenia) servida por un cura de ingreso, de provision real y ordinaria. El térm., confina N. el r. mencionado, que lo separa de Domeny y Tayalá; E. Gerona; S. Vilovi, y O. Salt. El terreno es de mediana calidad, gran parte de regadío por las aguas de un canal que de Bescanó entra en Gerona, y le cruzan varios caminos locales. prod. trigo, maiz y legumbres; cria ganado lanar y alguna caza. ind.: una fáb. de hilados de algodon. pobl.: 31 yec. , 142 almas. cap. prod. : 1.056,800 rs. imp.: 26,420.
(Madoz, 1849, p. 754)

El municipio de Santa Eugenia desapareció de cara al censo de España de 1970, al incorporarse al de Gerona el 22 de diciembre de 1962.

## Demografía
| Gráfica de evolución demográfica de Santa Eugenia entre 1842 y 1960 |
| |
| Población de derecho según los censos de población del INE Población de hecho según los censos de población del INEEntre el censo de 1970 y el anterior, este municipio desaparece porque se integra en el municipio Gerona |